# Manel Expósito
Manel Expósito Presseguer (Barcellona, 29 novembre 1981) è un allenatore di calcio ed ex calciatore spagnolo, di ruolo attaccante.

## Carriera
Cresciuto nelle giovanili del Barcelona non scende tuttavia mai in campo in una partita ufficiale, ma solo in alcune amichevoli. Curiosamente il suo esordio in prima squadra, avvenuto nel 2003 nel corso di un'amichevole disputata contro il Porto in occasione dell'inaugurazione dell'Estádio do Dragão, coincide con quello di Lionel Messi.
Dopo aver lasciato il Barcellona nel 2005, gioca brevemente per l'Atlético Madrid salvo dopo poco tempo rescindere il contratto e trasferirsi in varie squadre spagnole nelle categorie inferiori. Nel 2011 viene acquistato a titolo definitivo dai neozelandesi dell'Auckland City dove sceglie di vestire la maglia numero 9 e riesce subito a conquistare la OFC Champions League realizzando due gol tra la finale di andata e quella di ritorno. Con l'Auckland City disputa in virtù di questa vittoria la Coppa del mondo per club FIFA 2011. Riesce nuovamente a conquistare la OFC Champions League anche nel 2012 segnando 6 gol e vincendo il titolo di capocannoniere della manifestazione. In totale realizza 46 reti in 68 presenze con club neozelandese.
Nel 2013 firma un contratto con il club belga dell'Eupen, allora  militante in Tweede klasse. A fine carriera resta nell'Eupen, in massima serie, come vice-allenatore .
Nel 2021 entra a far parte dello staff tecnico dell'Udinese., che lascia nel 2023 per l'Oud-Heverlee Louvain.

## Palmarès

### Club

#### Competizioni internazionali
- OFC Champions League: 3

Auckland City: 2010-2011, 2011-2012, 2012-2013

### Individuale
- Capocannoniere della OFC Champions League: 1

2011-2012 (6 gol)